# Antinoo (figlio di Eupite)
Antinoo è un personaggio della mitologia greca; figlio di Eupite, è uno dei Proci che più insidiavano il trono di Itaca e aspiravano alla mano di Penelope, moglie di Ulisse.

## Descrizione
È uno degli antagonisti nell'Odissea, che narra le avventure di Ulisse dalla guerra di Troia al suo ritorno in patria.
Nel libro I dell'Odissea è descritto come il più bello e il più supponente dei Proci, i quali durante l'assenza di Ulisse, avevano invaso il suo palazzo e cercavano di sposarne la moglie Penelope. Si distingueva per arroganza, brutalità, orgoglio e durezza. Durante l'assenza di Ulisse tentò di far perire Telemaco, cercando poi di guidare i suoi compagni alla corsa dei beni di Ulisse. Insultò Eumeo allorché il vecchio guardiano di porci introdusse Ulisse sotto forma di mendicante nel palazzo; incitò Iro contro Ulisse, che neanche allora riconobbe,  e lo ferì col suo soppidiano allorché questi gli volle rimproverare la sua durezza nel negargli un tozzo di pane.
Venne ucciso dalla prima freccia di quest'ultimo, mentre si accingeva a bere da una coppa, quando Ulisse si rivelò portando a compimento la sua vendetta.
Sarebbe questa l'origine dell'espressione «Quanto è lontano dalla coppa alle labbra».
Secondo Apollodoro, Antinoo sedusse infine Penelope e Odisseo la rimandò dal padre Icario.

### Influenza culturale
Ad Antinoo è intitolato il cratere Antinoo su Teti.